# Poller Köpfe

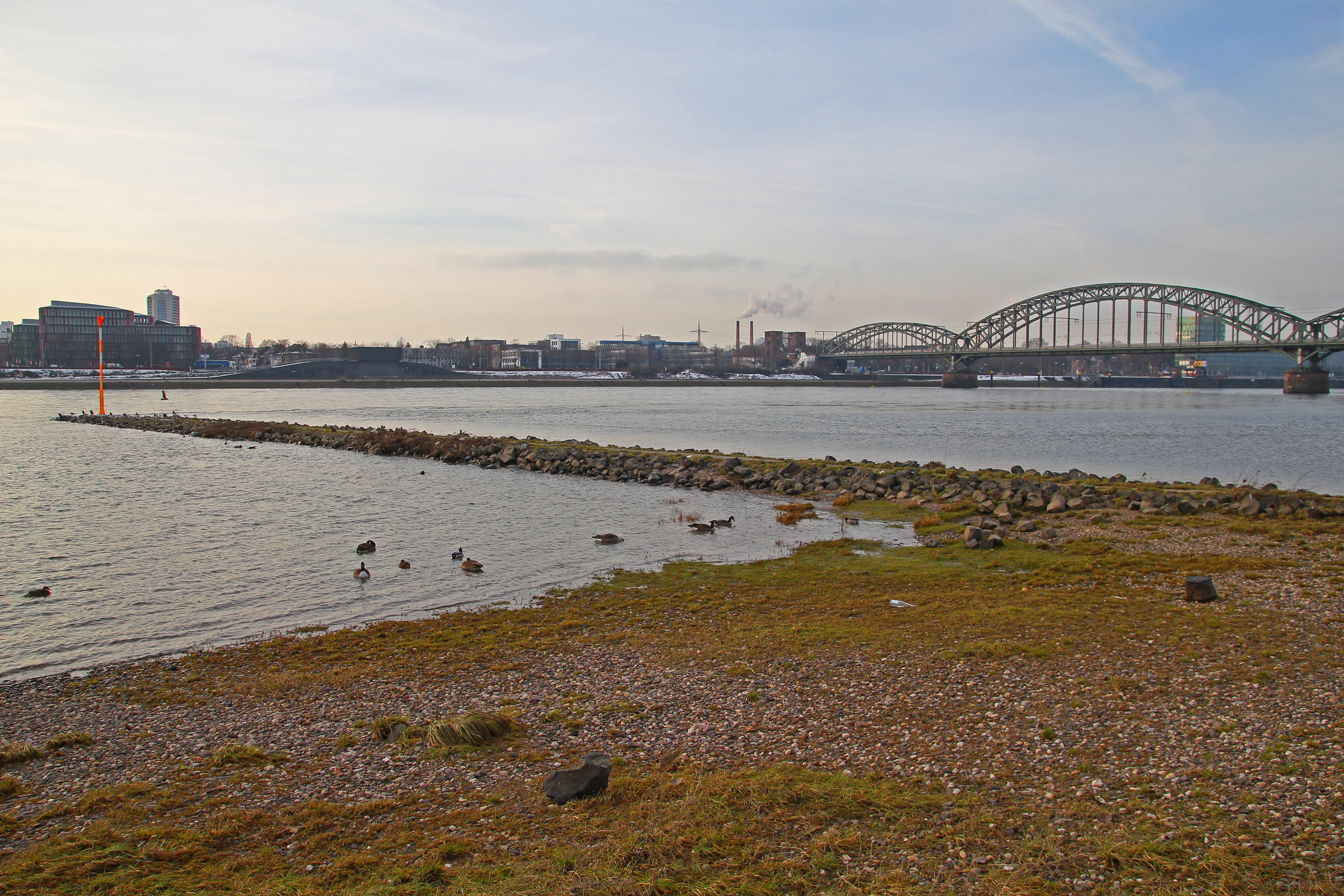
Eine Buhne im Rhein als moderner Nachfolger der ehemaligen Poller Köpfe

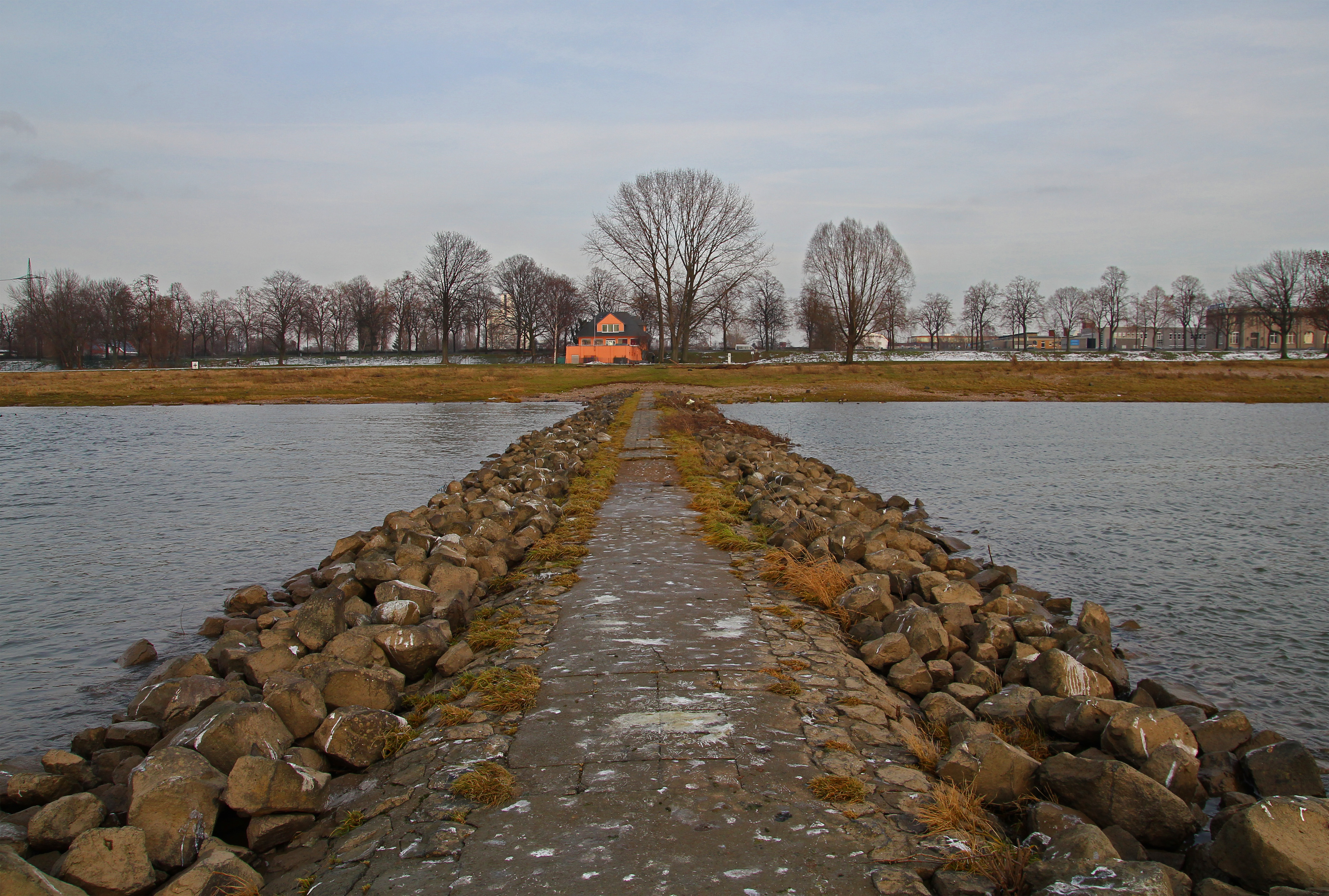
Blick auf das Poller Rheinufer von einer Buhne aus, in Höhe des früheren südlichsten Poller Kopfs

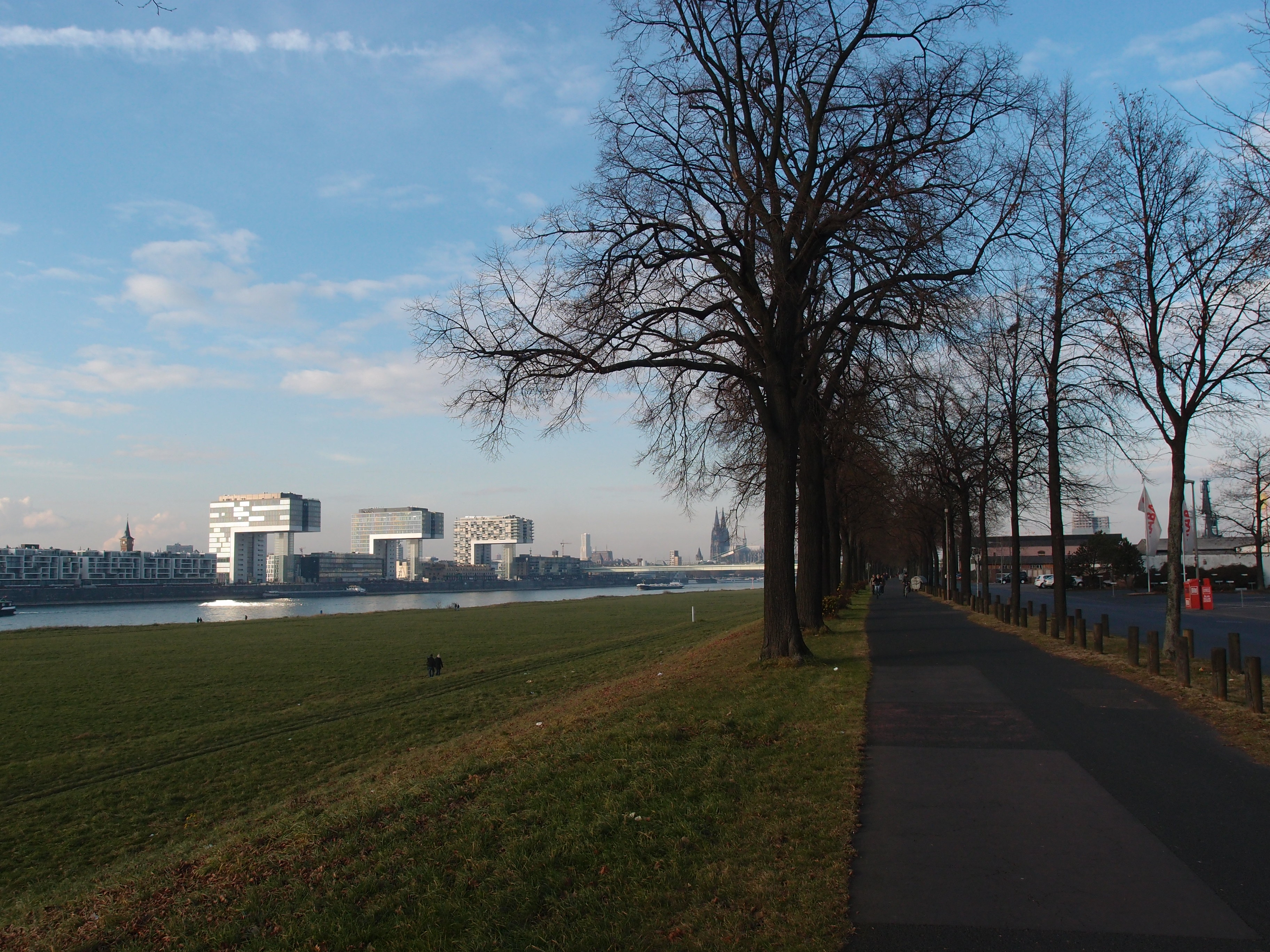
Blick auf die heutigen Poller Wiesen im Stadtteil Deutz, wo die beiden nördlichen Poller Köpfe lagen

Die Poller Köpfe sind eine historische Uferbefestigungsanlage auf rechtsrheinischer Seite gegenüber Köln.

## Geschichte
Seit dem Hochmittelalter hatten die Kölner mit Besorgnis beobachtet, dass sich der Rhein nach mehreren Durchbrüchen rechtsrheinisch von Poll bis Mülheim ein neues Flussbett suchen könnte. Hochwasser und Eisgänge begünstigten diese Veränderungen. Es bestand die Gefahr, dass es zwischen Poll und Deutz zu einem dauernden östlichen Durchbruch des Rheins – östlich um Deutz herumfließend und in Mülheim ins alte Flussbett zurückkehrend – kommen könnte, der Köln und insbesondere seine Hafenanlagen vom Strom abgeschnitten hätte. Der Kölner Rat ließ daraufhin das ungeschützte Ufer bei den Poller Wiesen, das Eigentum des Erzbischofs war, auf eigene Kosten mit Dämmen befestigen. Ein Vertrag mit Erzbischof Friedrich III. von Saarwerden gestattete es den Kölnern Anfang des 15. Jahrhunderts, den Flusslauf unter Einbeziehung der beiden Rheininseln Poller Werth und Osterwerth zu regulieren.
1479 wurde der Vertrag wegen Zwistigkeiten zwischen dem Rat und dem Erzbischof aufgehoben, die Befestigungen wurden daraufhin vom Herzog von Berg zerstört. Erst 1557 konnten sich der Kölner Rat und Erzbischof Anton von Schaumburg darauf einigen, dass Köln das Poller Ufer in Erbpacht nahm und erneut befestigte. 1560 wurde das Großprojekt in Angriff genommen, das über 250 Jahre fortgeführt wurde. Insgesamt wurden drei schwere Uferbefestigungen („Köpfe“) angelegt. Neben Hunderten auf Grund gelegten und mit Kies verfüllten Schiffen wurden Weidenpflanzungen und Buhnen eingebracht, um Abweichungen des Flussverlaufs zu verhindern. Mit Basaltbrocken beschwert wurden eisenbewehrte Eichenstämme – durch schwere Querbalken verbunden – in den Flussgrund getrieben.
1582 notierte der Kölner Ratsherr Hermann von Weinsberg in seinen Aufzeichnungen, der Kopf des Poller Werths reiche mit dicken Eichenhölzern und Scharicken ein gutes Stück Wegs bis zum Osterwerth, aber noch sei nicht alles mit Eichenbohlen verkleidet. Es sei viel Arbeit geschehen und es entstehe ein köstliches Kleinod für die Stadt Köln, um den Rhein in seinem Bett zu halten. Der nördliche Kopf soll eine Länge von 1.500 Metern gehabt haben. Die Befestigungen ragten bis zu 3,5 Meter über den Wasserspiegel. Die Aufsicht über die Befestigungen wurde einem städtischen Weidenhüter übertragen, der sein Haus auf dem Oberwerth hatte. 1641 ersetzte ein steinernes Wehr die Pfähle. Das schwere Hochwasser im Februar 1784 zerstörte die Bepflanzung der Poller Wiesen mit Weiden fast vollständig.
Die Schutzanlagen der „Poller Köpfe“ auf den Poller Wiesen wurden mit dem Bau des Deutzer Hafens durch moderne Befestigungen und Buhnen ersetzt. 2003 wurden zwei der für die Uferbefestigungen der Poller Köpfe auf Grund gelegten Schiffe am südlichen Ende der Poller Köpfe bei Baggerarbeiten gefunden und z. T. archäologisch gesichert. Es handelte sich um 12 bis 15 Meter lange, 1530 bzw. 1590 gebaute sog. „Niederländer“. 2005 wurden die Poller Wiesen als historische Uferlandschaft der rechten Rheinseite unter Bodendenkmalschutz gestellt.